# El amigo Melquíades
El amigo Melquíades (o Por la boca muere el pez) es un sainete lírico de costumbres madrileñas en un acto, dividido en tres cuadros. Con texto de Carlos Arniches y música de José Serrano y Quinito Valverde, fue estrenado como Zarzuela en el Teatro Apolo de Madrid el 14 de mayo de 1914.
| Personaje            | Tesitura     | Reparto del estreno (7 de noviembre de 1901) |
| -------------------- | ------------ | -------------------------------------------- |
| Benita               | mezzosoprano | Consuelo Mayendía                            |
| Nieves               | soprano      | Rosario Leonís                               |
| Señá Celes           | mezzosoprano | Elisa Moreu                                  |
| Melquíades           | tenor        | José Moncayo                                 |
| Serafín el Pinturero | tenor        | Carlos Rufart                                |

## Argumento
En el Madrid castizo de la época, Melquíades se propone ayudar a su amigo Serafín a conquistar a la joven Nieves. Sin embargo, la hermana de esta, Benita, sospecha que Serafín está ya comprometido con Paca, madre de sus cinco hijos. Para averiguar la verdad seduce a Melquíades.

## Números musicales
- Acto único.
- Preludio (orquesta)
- Presentación de Melquiades y Serafín: "¡Quieto todo el mundo!"
- Redowa: "Picadito y afinao"
- Escena y coro de los paraguas: "Empezó el día con sol"
- Escena de las cartas y dúo de Nieves y Serafín "Eche usté cuatro botellas"
- Intermedio y final (orquesta)